# Пам'ятник Олександрові Пушкіну (Каховка)
Пам'ятник Олександрові Пушкіну — погруддя російському письменнику Олександрові Пушкіну в Каховці, встановлене 1937 року на перехресті вулиць Пушкіна та Панкеєвської. Автором є скульптор В. Н. Домогацький.

## Історія
Стверджується, що у Каховці Пушкін побував проїздом двічі. Вперше — у травні 1820 року, коли з Катеринослава разом з родиною Раєвських їхав по Кавказу та Криму.
А вдруге — в серпні того ж року, коли поверталися з Криму — вже на шляху до Кишинева, де йому передбачалося відбути заслання. Шлях проходив через Перекоп, Чаплинку, Чорну Долину, Каховку, Берислав, Дар'ївка, Херсон, Копані й далі на Миколаїв.
1937 року до 100-річчя з дня смерті Пушкіна, у Каховці встановили його бюст на вулиці Леніна у сквері з написом «А. С. Пушкіну від громадян Каховки», а вулицю перейменували на вулицю Пушкіна. Автором бюсту був скульптор В. Н. Домогацький.
Сквер, де встановили пам'ятник, розташувався навпроти теперішнього «Теплокомуненерго». Це місце вибрали тому, що неподалік від нього в ті давні часи був постоялий двір, де зупинявся Пушкін.
У 1960-ті роки пам'ятник Пушкіну кілька разів переміщали в різні місця скверу. В 1973 році, у зв'язку зі спорудженням обеліска на честь загиблих заводчан у роки Другої світової війни, пам'ятник перенесли на перехрестя вулиць Пушкіна та Панкеєвської.